# Aneta Corsaut
Aneta Louise Corsaut (Hutchinson (Kansas), 3 november 1933 - Los Angeles, 6 november 1995) was een Amerikaanse actrice. Ze is het best bekend als Helen Crump uit de The Andy Griffith Show (1960-1968).
Corsaut maakte samen met Steve McQueen haar debuut in de jaren 50 culthorrorfilm The Blob. Ze had ook een rol in de jaren 80 sitcom House Calls als hoofdverpleegster Bradley en ze verscheen in verschillende episodes van Matlock.
Aneta speelde ook de rol van verpleegster Jesse Brewer in de soapserie General Hospital gedurende de periode dat Emily McLaughlin te ziek was om te werken.
Aneta Corsaut is gestorven aan kanker. Ze is net 62 jaar oud geworden en ligt begraven in het Valhalla Memorial Park Cemetery.
- Bibsys: 1492758309903
- Biblioteca Nacional de España: XX1730448
- Bibliothèque nationale de France: cb16164680h (data)
- Gemeinsame Normdatei: 1054620474
- International Standard Name Identifier: 0000 0001 1001 7701
- Library of Congress Control Number: n81097310
- Istituto Centrale per il Catalogo Unico: DDSV240008
- Système universitaire de documentation: 25788033X
- Virtual International Authority File: 103237437
- WorldCat: E39PBJgHbCpmjHMy688pY9RHYP